# Lac Rosselot
Le lac Rosselot (en espagnol : lago Rosselot) est un lac situé à 268 km au nord de Coyhaique, dans la localité de La Junta, sur la commune de Cisnes, dans la province d'Aisén, dans la région Aisén del General Carlos Ibáñez del Campo, au Chili. Il a donné son nom à la réserve nationale Lago Rosselot.
Tout en longueur, le lac Rosselot est alimenté au nord par deux rivières, le río Bordali et le río Figueroa. Ses eaux se déversent, au sud, dans le río Palena. Protégé des vents, le lac est recherché par les amateurs de pêche sportive à la truite arc-en-ciel et au saumon Chinook.